# Batería de Aspiroz

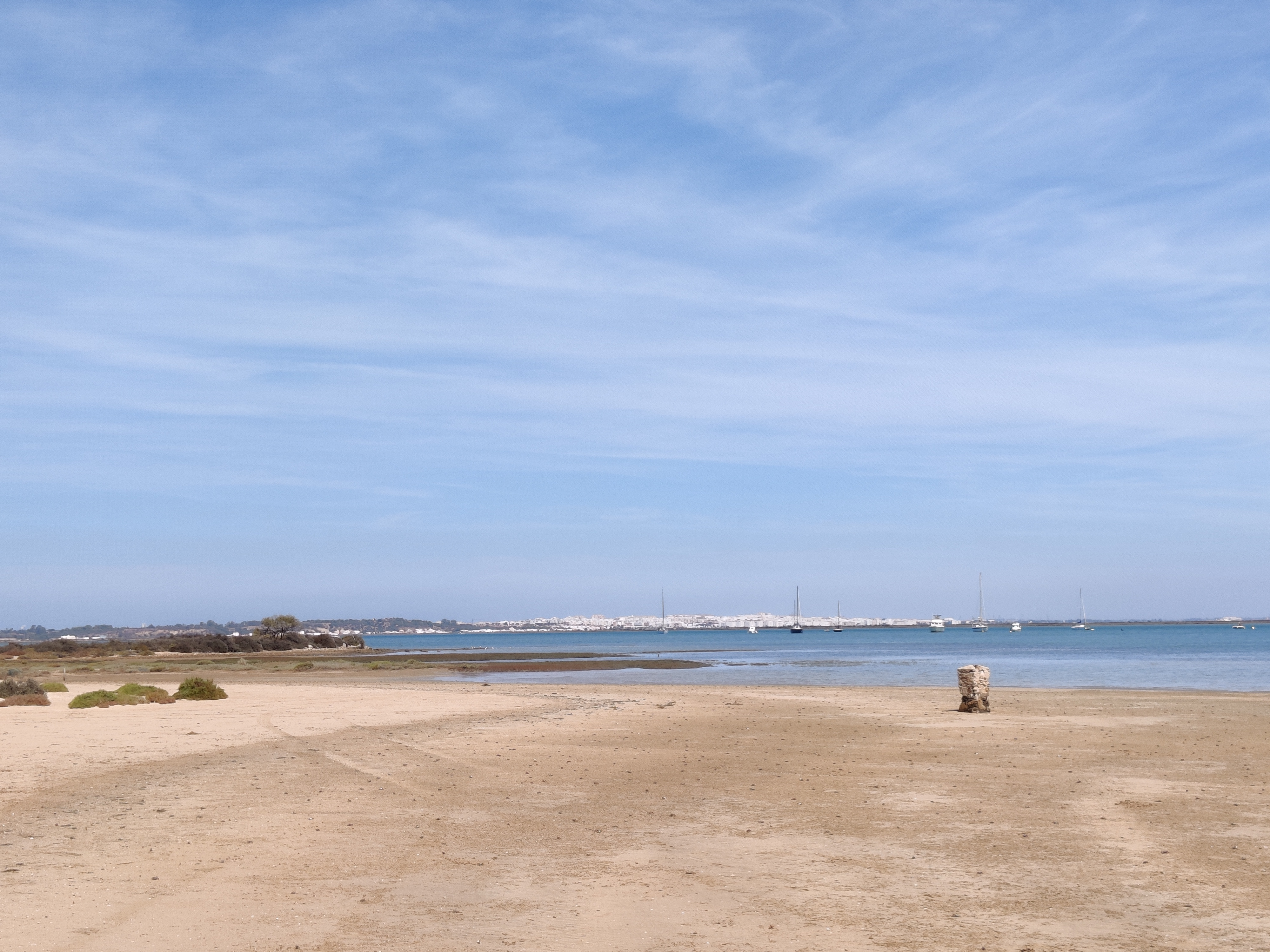
Batería de Aspiroz desde la Batería de Urrutia (San Fernando, Cádiz, España)

La batería de Aspiroz o de Azpiroz, situada en la Punta del Boquerón (San Fernando, Cádiz), es una pequeña fortificación defensiva que se utilizó durante el sitio de Cádiz. Forma parte del conjunto de baluartes y baterías defensivas que protegieron a principios del siglo XIX la entrada sur del caño de Sancti Petri, al que pertenecen el castillo de Sancti Petri y otras dos baterías, la batería de Urrutia y la batería de San Genís. Ya que está situada más al norte que las otras fortificaciones, y por lo tanto enclavada plenamente en el caño (y no en la punta o en el islote de Sancti Petri, más abierto al mar, como los otros baluartes), su tamaño y armamento era mucho menores.

## Historia
Su construcción data, como las baterías de Urrutia y de San Genís, del siglo XVIII. Debido a los factores anteriormente citados, para su construcción se utilizaron materiales de peor calidad que la piedra ostionera (material empleado en el resto de las fortificaciones), como son el lodo de las marismas que rodean a la batería (fango), salchichones y sacos de arena. El empleo de esos materiales ha supuesto que apenas queden restos de esta construcción.

## Función
Su función era, como la del resto de las fortificaciones, defender la entrada sur del caño de Sancti Petri, cerrando el paso de navíos tanto al caño como a las llamadas avenidas de Chiclana que desembocan en la orilla opuesta; aunque su situación, su reducido tamaño, su peor construcción y su menor capacidad artillera le restaron importancia. 

## Protección
La batería de Aspiroz está protegida por la Declaración genérica del Decreto de 22 de abril de 1949 y por la Ley 16/1985 sobre el Patrimonio Histórico Español. Para el Bicentenario de las Cortes de Cádiz será rehabilitada dentro del plan Almenasur, aunque en una fase posterior a la remodelación de las baterías de Urrutia y San Genís.